# 三郎太
三郎太（日语：サブロウタ，2月21日—）是一位出生于日本神奈川縣的漫画家、同人志作家。

## 简介
三郎太曾在《citrus》的TV动画即将播映时的采访中提到，她曾在《COMITA》杂志举办的同人志贩卖会上向一迅社的编辑投稿《光之美少女》的同人志作品，恰巧一迅社正有策划新连载的意向，半年后就与已成为职业漫画家的三郎太开启了《citrus》的连载。

## 作品列表
漫画
- 調教男友（調教カレシ）（已完結，別冊FRIEND，講談社）[3]
- AKB0048（已完結，編劇：天之ひるめ，企画：秋元康，原作：河森正治、SATELIGHT，別冊FRIEND，講談社）[4]
- citrus～柑橘味香气～（已完結，Comic百合姬，一迅社，已动画化）[5][6]
- citrus+（连载中，Comic百合姬，一迅社）[7]
- 銃皇無盡的法夫納（已完結，原作：ツカサ，角色原案：梱枝りこ，月刊Afternoon，講談社）[8]

漫畫選集
- 百合姫Wildrose（日语：百合姫Wildrose）（Comic百合姬，一迅社）
  - 漫畫「パートナー」（收錄于Vol.7)[9][10]
  - 繪製Vol.8的封面插圖[11]

## 外部鏈接
- 三郎太的X（前Twitter）